# Michael Banach
Michael Wallace Banach (ur. 19 listopada 1962 w Worcester) – amerykański duchowny katolicki, nuncjusz apostolski w Senegalu w latach 2016–2022, nuncjusz apostolski na Węgrzech od 2022.

## Życiorys
2 lipca 1988 otrzymał święcenia kapłańskie i został inkardynowany do diecezji Worcester. W 1992 rozpoczął przygotowanie do służby dyplomatycznej na Papieskiej Akademii Kościelnej.
22 stycznia 2007 został mianowany przez Benedykta XVI obserwatorem Watykanu przy OBWE w Wiedniu, zastępując na tym stanowisku abpa Leo Boccardi. Równocześnie był obserwatorem przy Międzynarodowej Agencji Energii Atomowej.

## Episkopat
22 lutego 2013 papież Benedykt XVI mianował go nuncjuszem apostolskim oraz arcybiskupem tytularnym Memfis. 16 kwietnia 2013 został skierowany do nuncjatury w Papui-Nowej Gwinei. Sakry biskupiej udzielił mu 27 kwietnia 2013 sekretarz stanu, kardynał Tarcisio Bertone. 18 maja 2013 został jednocześnie akredytowany na Wyspach Salomona.
19 marca 2016 został przeniesiony do nuncjatury apostolskiej w Senegalu. 9 lipca 2016 został jednocześnie akredytowany w Republice Zielonego Przylądka, a 22 sierpnia 2016 w Gwinei Bissau.
Papież Franciszek 3 maja 2022 mianował go nuncjuszem apostolskim na Węgrzech.